# Głodówko (Łężyce)
Głodówko (kaszb. Głodowkò, niem. Glodowken) – część wsi Łężyce w Polsce, położona w województwie pomorskim, w powiecie wejherowskim, w gminie Wejherowo. Leży niedaleko Gdyni. Wchodzi w skład sołectwa Łężyce.
W latach 1975–1998 Głodówko administracyjnie należało do województwa gdańskiego.
Głodówko razem z sąsiednim Rogulewem, jak również samymi Łężycami, położone jest w enklawie Trójmiejskiego Parku Krajobrazowego, otoczonej terenami leśnymi.
Zabudowę stanowi kilkanaście domostw - domy jednorodzinne wraz z budynkami gospodarczymi. Mieszczą się tu również: niewielki hotel z klubem nocnym, Ekologiczne Stowarzyszenie Przyjaciół Trójmiejskiego Parku Krajobrazowego "Ekopark" oraz dom opieki dla osób starszych. Swoją siedzibę miało tu także niegdyś leśnictwo Głodówko (niem. Buchwald), przed siedzibą którego znajduje się pomnik przyrody - cyprysik Lawsona.
Przez Głodówko przebiega jeden z okolicznych szlaków turystyki pieszej - Wejherowski (oznaczony kolorem czerwonym).
W okresie okupacji niemieckiej w 1942 okupanci zmienili nazwę miejscowości na Gladen.